# Leptostomum gerrardii
Leptostomum gerrardii är en bladmossart som beskrevs av J. Shaw 1878. Leptostomum gerrardii ingår i släktet Leptostomum och familjen Bryaceae. Inga underarter finns listade i Catalogue of Life.